# Gennetines
Gennetines è un comune francese di 641 abitanti situato nel dipartimento dell'Allier della regione dell'Alvernia-Rodano-Alpi (Auvergne).

## Geografia fisica
Gennetines si trova a 300 km a sud di Parigi e a 10 km a nord di Moulins.

## Eventi
A Gennetines, tutti gli anni nel mese di luglio si svolge il Grand Bal de l'Europe, grande festival di danza popolare che richiama migliaia di appassionati da tutta l'Europa.

## Società

### Evoluzione demografica
Abitanti censiti